# Eddie Testa
Edward Testa (kallad Eddy eller Eddie), född den 1 december 1910 i Los Angeles, död den 9 december 1998 på samma plats, var en amerikansk bancyklist. Som amatör ingick han i det amerikanska laget som kom femma (och sist) i lagförföljelseloppet vid Olympiska spelen i Los Angeles 1932. Därefter blev han professionell och körde sexdagarslopp, av vilka han vann två stycken.
Testa medverkade i filmen Sexdagarsloppet (6-Day Bike Rider) 1934 med Joe E. Brown i huvudrollen.

## Meriter
1933/1934
Vinnare av Los Angeles sexdagars (jun.) med Lew Rush
3:a i San Franciscos sexdagars (maj) med Fred Spencer
1934/1935
Vinnare av Vancouvers sexdagars (okt.) med Cecil Yates
1935/1936
2:a i Clevelands sexdagars (nov.) med George Dempsey
1936/1937
2:a i San Franciscos sexdagars (jan.) med Freddy Zäch